# Waldemar Góra
Waldemar Góra (ur. 29 lipca 1967 roku w Krakowie) – polski piłkarz występujący na pozycji pomocnika.

## Kariera
Jest wychowankiem Hutnika Nowa Huta. W barwach tego klubu rozegrał 30 spotkań w Ekstraklasie, w których zdobył jednego gola. W 1992 roku został piłkarzem Legii Warszawa. Następnie w latach 1993−1995 grał w Wawelu Kraków. W latach 1995−1999 grał w Cracovii. W sezonie 1999/2000 był piłkarzem Karpat Siepraw.